# تشكيلة رأس
في الهندسة، تشكيلة الرأس هي اختصار لتمثيل متعدد الوجوه أو الرَّصْف تسلسلاً من الوجوه حول الرأس. وقد سُميّت بوصف الرأس، نوع الرأس، رمز الرأس، ترتيب الرأس، نمط الرأس، متجه الوجه، تسلسل الرأس. يُطلق عليه أيضًا رمز كاندي وروليت لاستخدامه في الأشكال الصلبة الأرخميدية في كتابهما النماذج الرياضية الصادر عام 1952. بالنسبة لمتعددات الوجوه المتسقة، يوجد نوع رأس واحد فقط ولهذا فإن تشكيلة الرأس تحدد متعدد الوجوه بالكامل. (توجد متعددات الوجوه اللاانطباقية في أزواج صور معكوسة بنفس تشكيلة الرأس).